# Systellaspis braueri
Systellaspis braueri är en kräftdjursart som först beskrevs av Heinrich Balss 1914.  Systellaspis braueri ingår i släktet Systellaspis och familjen Oplophoridae. Inga underarter finns listade i Catalogue of Life.